# Ratkovo
Ratkovo (in ungherese Vágratkó) è un comune della Slovacchia facente parte del distretto di Martin, nella regione di Žilina.